# ヴィクトール・ノワール
ヴィクトール・ノワール(Victor Noir)ことイヴァン・サルモン（Yvan Salmon、1848年7月27日 - 1870年1月11日）は、フランスのジャーナリストである。皇帝ナポレオン3世の従兄弟ピエール・ボナパルトにより射殺されたことで、民衆の強い憤りを招き、第二帝政への反感を高めた。パリのペール・ラシェーズ墓地にある彼の墓の前には、死亡したときの姿を写し取った像が置かれたが、その股間の膨らみから、触ると子宝に恵まれるとされるようになった。

## 若年期、家族
ヴォージュ県のアティニーで1848年7月27日に生まれた。父ジョセフ・ジャック・サルモン(Joseph Jacques Salmon)は、カトリックに改宗したユダヤ人で、時計職人から後に製粉業者となった。弟のルイ・サルモンは、クリミア戦争に従軍した後、「ルイ・ノワール」のペンネームで『ラ・パトリ』紙の特派員や『ル・ププル』紙の編集者として活動した。

## キャリア
「ヴィクトール・ノワール」は、母親の旧姓にちなんでつけたペンネームである。ノワールはパリに移り、様々な新聞社を渡り歩いた。1868年5月には週刊紙『ル・ピロリ』(Le Pilori)の編集長に就任した。この新聞は、文字が赤く印刷されているのが特徴で、アルトゥール・アルヌール、アレクシス・ブヴィエ、ルイ・コンブ、エドゥアール・ロックロイ、ウジェーヌ・ラズア、ジュール・ヴァレらが寄稿していたが、短命に終わった。最終的に、アンリ・ロシュフォールが経営するパリの新聞『ラ・マルセイエーズ』の記者となった。

## 射殺
ピエール＝ナポレオン・ボナパルトは、ナポレオン1世の弟リュシアンの息子であり、当時の皇帝ナポレオン3世の従兄弟に当たる。熱烈な自由主義者で、1848年からコルシカ島選出の国会議員となっていたが、1851年12月2日にナポレオン3世がクーデターを起こした後は、政治の場から引退し、パリ郊外（現在はパリ16区の一部）の町オートゥイユの59番地に居を構えた。
1870年初頭、ピエールは、バスティアの急進派の新聞『ラ・ルヴァンシュ』(La Revanche)の反ボナパルティズムな記事に反論して、内務省職員デラ・ロッカが編集する忠誠派の新聞『ラヴェニール・ド・ラ・コルス』(L’Avenir de la Corse)に、コルシカ島の共和主義者（『ラ・ルヴァンシュ』の編集者）は裏切者であり虐殺されるべきだと述べた記事を掲載した。以降、両紙の間で激しい論争となった。

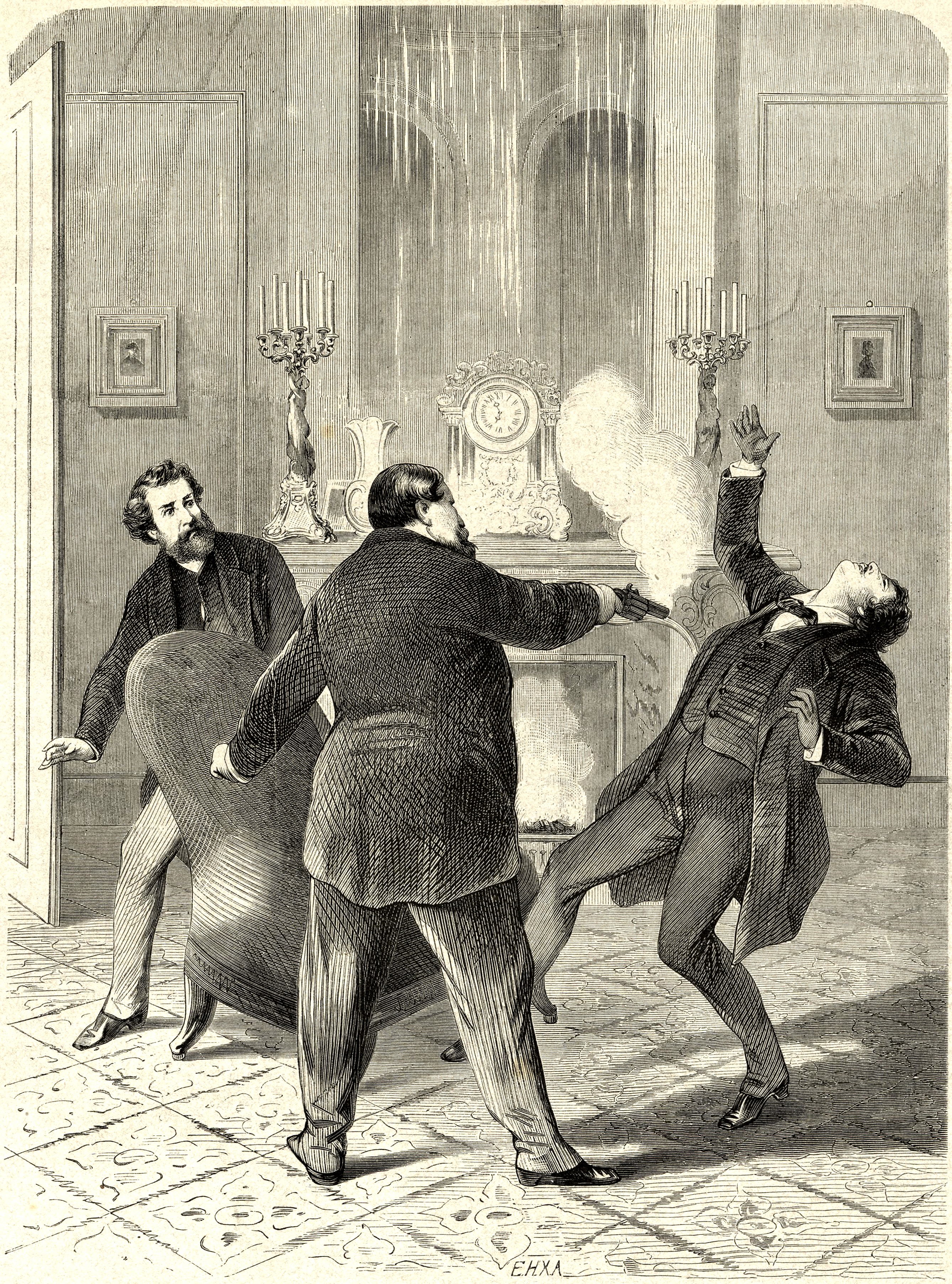
当時の雑誌に掲載された、射殺の様子を描いたイラスト

アンリ・ロシュフォールの『ラ・マルセイエーズ』紙は、以前から反体制派であり、帝政に対する反対運動を展開していた。同紙はコルシカ島の2紙の論争に干渉して、ピエールやその家族を侮辱する記事を掲載した。ピエールはロシュフォールに決闘を申し出た。ロシュフォールは、昔から決闘に慣れ親しんでおり、ナポレオン1世の義理の弟ジョアシャン・ミュラの息子のアシル・ミュラと決闘したこともある。1月11日、ロシュフォールは決闘の条件を話し合うために、証人に選んだ『ラ・マルセイエーズ』紙主幹のアルトゥール・アルヌールとジャン＝バティスト・ミリエールをピエールの元に送ったが、2人はピエールの家に到着するのが予定の時刻から遅れていた。
一方、コルシカ島の熱烈な愛国者で、『ラ・ルヴァンシュ』紙のパリ特派員だったパスカル・グルーセも、この一件で侮辱を感じていた。ピエールに対し、侮辱的な記事の釈明と撤回、さもなくば決闘を申し込むために、ヴィクトール・ノワールとウルリッヒ・ド・フォンヴィエルをピエールの家に向かわせた。ノワールは、皇帝の親族を相手にするということで、礼装を身に着けた。また、ピエールの家に向かう前に、2日後に結婚式を挙げる予定だった婚約者に会いに行った。ノワールたちは午後1時頃にピエールの家に到着したが、それはロシュフォールの証人が到着するよりも前だった。
ピエールはロシュフォールから遣わされる証人を待っており、来訪したのはそれだろうと思って、名前も聞かずに部屋に通した。しかし、部屋に入ってきた者はグルーセの遣いだと名乗ったため、ピエールは混乱した。ノワールらはグルーセからの手紙をピエールに差し出した。ピエールは手紙を一読した後、今相手にしているのはロシュフォールであり、グルーセに対しては言うことはないと述べた。ピエールは、ノワールらに「君たちはあの蛆虫どもの一味なのか」と訊ね、ノワールは「我々は友人と一蓮托生だ」と答えた。ピエールはポケットからリボルバーを取り出して6発発砲した。6発のうち1発がノワールの胸に当たり、ノワールは外に逃げようとして、玄関で倒れた。死亡診断書によると、ノワールは午後2時に死亡した。首相のエミール・オリヴィエはピエールを逮捕した。
フォンヴィエルは、ピエールが突然ノワールの顔を叩いた後に発砲したと報告し、ピエールは、ノワールが殴りかかり、フォンヴィエルが拳銃を構えたので、脅威を感じて発砲したと主張した。

## 葬儀

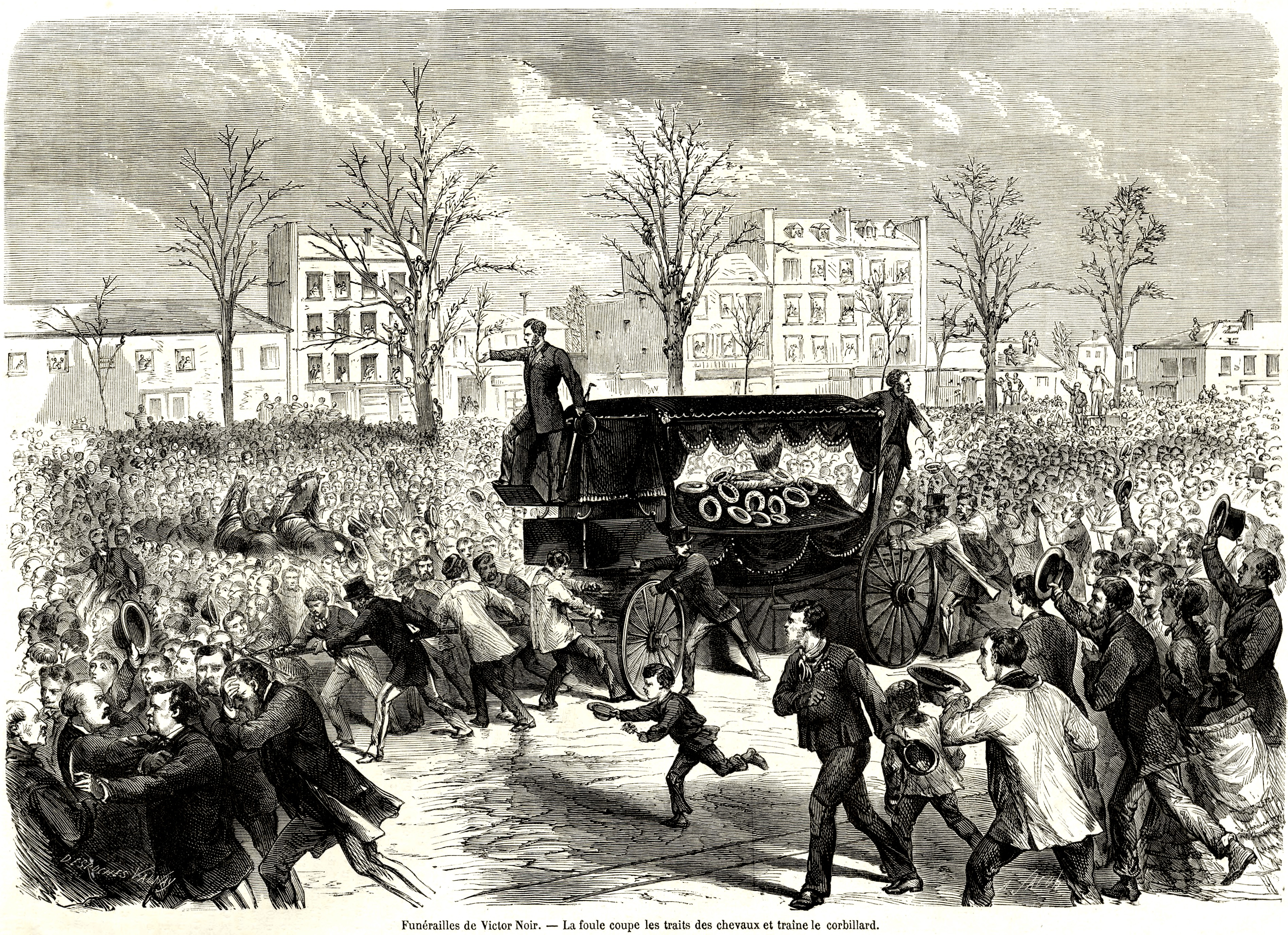
ノワールの葬列の様子。観衆が、棺を収めた馬車から馬を引き離して、皆でそれを牽いている。

オリヴィエは、暴動を避けるために、ノワールの葬儀をパリの労働者階級の地区から離れたヌイイの墓地で行うよう指示した。しかし、1月12日に行われた葬儀には20万人以上の民衆が集まった。パリの人々は、棺を収めた馬車を引く馬の綱を切り、自分たちで馬車を牽いた。この中には、共同体主義者や国際主義者のウジェーヌ・ヴァルラン、ルイーズ・ミシェル、ジャン＝バティスト・ミリエールなどもいた。ギュスターブ・フルーランスは、この葬儀を帝政打倒のきっかけにしようと考え、ノワールの棺をパリ市内中に運び、群衆に反乱を呼びかけようと述べた。しかし、インターナショナルの支持者たちは、すでに革命は避けられないものであるため、性急に行動するのは避けるべきだと考えていた。『レ・ヴェイユ』誌の編集者ルイ・シャルル・ドレクリューズは冷静になるよう求め、ロシュフォール、ヴァレ、グルーセの3人に議会へ出頭するよう提案したが、3人は受け入れなかった。
この葬列に参加することは、共和主義の市民の義務とみなされた。後に、マリー・フランソワ・サディ・カルノーが選挙の候補者を推薦する際には、しばしばこの葬列の参加者から指名した。

## その後
既に支持を失っていた皇帝ナポレオン3世は、この事件によりさらに苦境に立たされた。ピエールは事件当日の夜に逮捕された。皇帝が裁判の証人費用を負担し、高等法院はピエールの言い分をそのまま認めて無罪の判決を下した。ロシュフォール、フォンヴィエル、グルーセは逆に有罪となった。
この判決は、民衆の強い憤りを招き、各地で暴動が発生した。その後の普仏戦争の結果、1870年9月4日に帝政は倒れ、第三共和政が成立した。

## 像

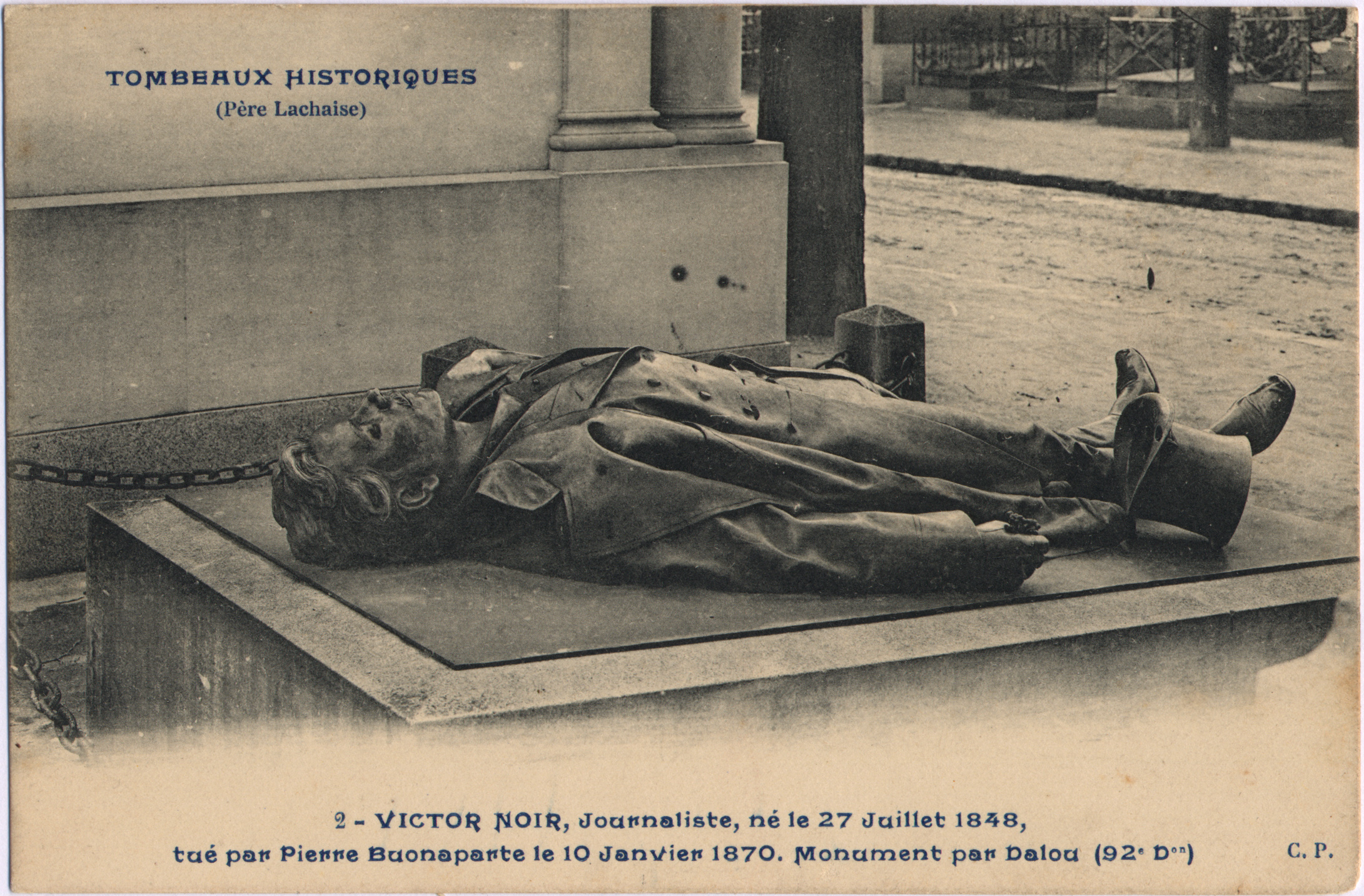
CP - Tombeaux historiques - 002 - Noir

1891年5月25日、共和主義の象徴となっていたノワールの遺体は、ヌイイからペール・ラシェーズ墓地に移された。
共和政を熱烈に支持していた彫刻家のジュール・ダルーは、ノワールが銃撃後に発見されたときの姿を忠実に再現した等身大のブロンズ像を、報道関係者が描いたスケッチを元にして製作した。この像は、ペール・ラシェーズ墓地のノワールの墓の前に設置された。
この彫刻は、股間の突起がとても目立つように作られている。この像の唇にキスをし、跨がって股間をこすり合わせ、傍らに置かれた転がった帽子に花を挿すと、子宝に恵まれる、あるいは1年以内に結婚できるという都市伝説が生まれ、数多くの女性が訪れるようになっている。このため、像全体は緑青で緑色になっているが、股間と唇の部分だけ光り輝いている。
2004年、像に触れられないようにするために、周りにフェンスが設置された。しかし、フランスのテレビキャスター、ペリ・コチンを中心とした「パリの女性たち」の抗議を受けて、フェンスは撤去された。